# Prêmios Globo de Ouro de 1956

Prêmios Globo de Ouro de 1956

 23 de fevereiro de 1956
Filme - Drama:
East of Eden
Filme - Comédia ou Musical:
Guys and Dolls
Prêmios Globo de Ouro 

← 1955  ·  1957 →
Os Prêmios Globo de Ouro de 1956 (no original, em inglês, 13th Golden Globe Awards) honraram os melhores profissionais de cinema e televisão, filmes e programas televisivos de 1955. Os candidatos nas diversas categorias foram escolhidos pela Associação de Imprensa Estrangeira de Hollywood (AIEH).

## Vencedores e nomeados

### Melhor filme de drama
- East of Eden

### Melhor filme de comédia ou musical
- Guys and Dolls

### Melhor ator em filme de drama
- Ernest Borgnine – Marty

### Melhor atriz em filme drama
- Anna Magnani – The Rose Tattoo

### Melhor ator em filme de comédia ou musical
- Tom Ewell – The Seven Year Itch

### Melhor atriz em filme de comédia ou musical
- Jean Simmons – Guys and Dolls

### Melhor ator coadjuvante
- Arthur Kennedy – Trial

### Melhor atriz coadjuvante
- Marisa Pavan – The Rose Tattoo

### Melhor direção
- Joshua Logan – Picnic

### Melhor filme estrangeiro
- Dangerous Curves ( Reino Unido)
- Eyes of Chidlren ( Japão)
- Kinder, Mütter und ein General ( Alemanha)
- Stella ( Grécia)
- Ordet ( Dinamarca)